# Eastern Professional Basketball League 1958-1959
La stagione EPBL 1958-59 fu la 13ª della Eastern Professional Basketball League. Parteciparono 8 squadre in un unico girone.
Rispetto alla stagione precedente si aggiunsero i Baltimore Bullets. I Wilmington Jets si trasferirono a Allentown, diventando gli Allentown Jets. I Reading Keys scomparvero.

## Squadre partecipanti
- Allentown Jets
- Baltimore Bullets
- Easton Madisons
- Hazleton Hawks
- Scranton Miners
- Sunbury Mercuries
- Wilkes-B. Barons
- Williamsport Billies

## Classifica
| Squadra                      | V  | P  | %    | GB |
| ---------------------------- | -- | -- | ---- | -- |
| Scranton Miners              | 21 | 7  | 75,0 | -  |
| Wilkes-Barre Barons          | 19 | 9  | 67,9 | 2  |
| Easton-Phillipsburg Madisons | 17 | 11 | 60,7 | 4  |
| Hazleton Hawks               | 16 | 12 | 57,1 | 5  |
| Sunbury Mercuries            | 12 | 16 | 42,9 | 9  |
| Baltimore Bullets            | 12 | 16 | 42,9 | 9  |
| Williamsport Billies         | 9  | 19 | 32,1 | 12 |
| Allentown Jets               | 6  | 22 | 21,4 | 15 |

## Play-off

### Semifinali
|  | Scranton Miners | 121 – 98 | Hazleton Hawks |  |

|  | Hazleton Hawks | 94 – 78 | Scranton Miners |  |

|  | Scranton Miners | 111 – 93 | Hazleton Hawks |  |

|  | Easton-Phillipsburg Madisons | 109 – 102 | Wilkes-Barre Barons |  |

|  | Wilkes-Barre Barons | 119 – 102 | Easton-Phillipsburg Madisons |  |

|  | Wilkes-Barre Barons | 93 – 85 | Easton-Phillipsburg Madisons |  |

### Finale
|  | Wilkes-Barre Barons | 112 – 104 | Scranton Miners |  |

|  | Scranton Miners | 109 – 98 | Wilkes-Barre Barons |  |

|  | Wilkes-Barre Barons | 113 – 106 | Scranton Miners |  |

### Tabellone
|  | Semifinali | Semifinali          | Semifinali   |              |          | Finale   | Finale | Finale |  |
|  |            |                     |              |              |          |          |        |        |  |
|  | 1          | Scranton            | 2            |              |          |          |        |        |  |
|  | 1          | Scranton            | 2            |              |          |          |        |        |  |
|  | 4          | Hazleton            | 1            |              |          |          |        |        |  |
|  | 4          | Hazleton            | 1            |              | Scranton | Scranton | 1      |        |  |
|  |            |                     |              |              | Scranton | Scranton | 1      |        |  |
|  |            |                     | Wilkes-Barre | Wilkes-Barre | 2        |          |        |        |  |
|  | 3          | Easton-Phillipsburg | Wilkes-Barre | Wilkes-Barre | 2        | 1        |        |        |  |
|  | 3          | Easton-Phillipsburg |              |              |          |          |        |        |  |
|  | 2          | Wilkes-Barre        | 2            |              |          |          |        |        |  |

## Vincitore
| Campione EPBL 1959              |
| ------------------------------- |
| Wilkes-Barre Barons (5º titolo) |

## Premi EPBL
- EPBL Most Valuable Player: Bill Spivey, Wilkes-Barre Barons
- EPBL Rookie of the Year: Julius McCoy, Wilmington Blue Bombers